# Менестіря-Кашин
Менестіря-Кашин (рум. Mănăstirea Cașin) — село у повіті Бакеу в Румунії. Входить до складу комуни Менестіря-Кашин.
Село розташоване на відстані 195 км на північ від Бухареста, 50 км на південь від Бакеу, 131 км на південний захід від Ясс, 131 км на північний захід від Галаца, 99 км на північний схід від Брашова.

## Населення
За даними перепису населення 2002 року у селі проживали 3957 осіб.
Національний склад населення села:
| Національність | Кількість осіб | Відсоток |
| -------------- | -------------- | -------- |
| румуни         | 3949           | 99,8%    |
| угорці         | 7              | 0,2%     |

Рідною мовою назвали:
| Мова      | Кількість осіб | Відсоток |
| --------- | -------------- | -------- |
| румунську | 3951           | 99,8%    |
| угорську  | 5              | 0,1%     |